# Wolfgang von Pappenheim

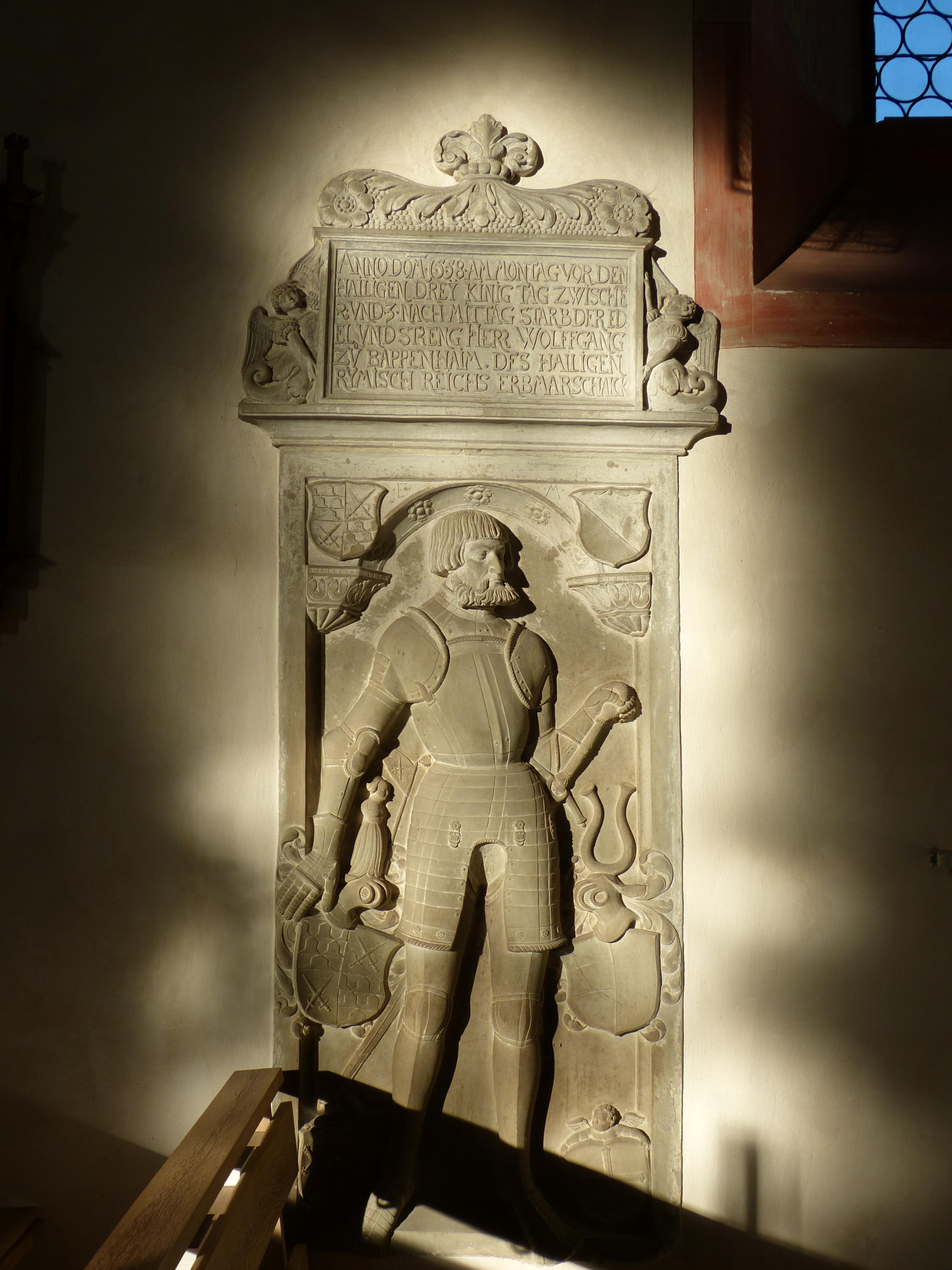
Epitaph von Wolfgang von Pappenheim in der Stiftskirche in Bad Grönenbach

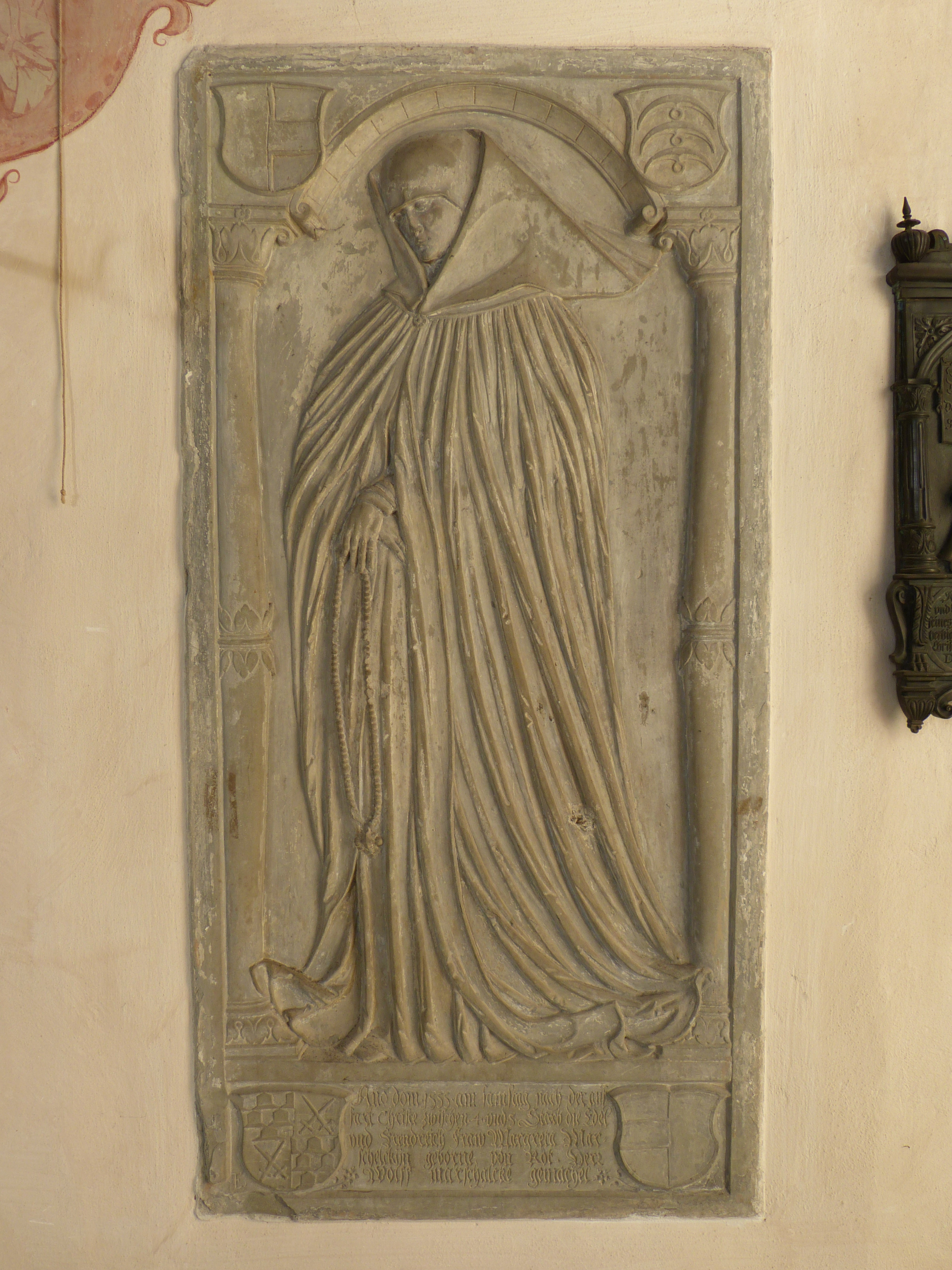
Epitaph von Margareta von Roth in der Stiftskirche in Bad Grönenbach. Gemahlin von Wolfgang von Pappenheim

Wolfgang von Pappenheim († 1558 auf Schloss Kalden bei Altusried) war kaiserlicher Rat und ab 1539 Reichserbmarschall aus dem Adelsgeschlecht derer von Pappenheim.

## Leben
Wolfgang von Pappenheim war der Sohn des Wilhelm I. von Pappenheim und seiner Ehefrau Magdalena von Rechberg. Er war mit Margareta von Roth († 1555) vermählt. Ab dem Jahre 1539 war er Ältester der Gesamtfamilie von Pappenheim und empfing im gleichen Jahr von Kurfürst Johann Friedrich I. von Sachsen als Ältester das Lehen. Im Jahr 1541 erhielt er vom Kurfürsten Johann Friedrich I. die Zusage das die Straße von Nürnberg nach Augsburg über Pappenheim verlaufen sollte. Er stand 16 Jahre im Dienste Kaiser Karls V. und nahm 1548 am Reichstag in Augsburg teil. Er war im Besitz der Schlösser Rotenstein, Kalden und Polsingen. Ab dem Jahr 1554 wohnte Wolfgang von Pappenheim auf Schloss Kalden, wo er im Jahre 1558 auch verstarb.
Die Epitaphien von Wolfgang und Margareta sind beide in der Stiftskirche St. Philipp und Jakob in Bad Grönenbach angebracht.

## Nachkommen
- Conrad von Pappenheim (* 1534; † 30. Juli 1603), starb in Gefangenschaft in Tübingen

⚭ Catharina von Lamberg (* 1541; † 1599)
- Wolfgang II. von Pappenheim (* 27. November 1535; † 6. März 1585)

⚭ Magdalena von Pappenheim († 24. Juni 1602)
- Wilhelm III. von Pappenheim († 1550), verstarb am kaiserlichen Hof in Wien im Jahr 1550 (anderen Quellen gemäß 1590) ohne Nachkommen und wurde in der Michaelerkirche in Wien bestattet
- Christoph III. von Pappenheim (* 21. März 1538; † 13. Januar 1569), starb im Kampf für die Hugenotten in Frankreich
- Philipp von Pappenheim (* 1542; † 1619), er führte die Reformation in Grönenbach ein

⚭ Ursula von Ellerbach
⚭ Anna von Winneberg und Beilstein (* 1570; † 30. September 1635)
- Magdalena von Pappenheim ⚭ Bernhard von Ellerbach († vor 1570)
- Veronica von Pappenheim ⚭ Ferdinand von Freyberg-Justingen